# Hemigomphus heteroclytus
Hemigomphus heteroclytus är en trollsländeart som först beskrevs av Selys 1854.  Hemigomphus heteroclytus ingår i släktet Hemigomphus och familjen flodtrollsländor. Inga underarter finns listade i Catalogue of Life.